# أندي هوكينز (لاعب كرة قدم أمريكية)
أندي هوكينز (بالإنجليزية: Andy Hawkins)‏ هو لاعب كرة قدم أمريكية أمريكي، ولد في 31 مارس 1958 في باي سيتي في الولايات المتحدة، وتوفي في 7 أكتوبر 2015.

## وصلات خارجية
- أندي هوكينز على موقع مرجع كرة القدم المحترفة.كوم (الإنجليزية)